# コーラ級コルベット
コーラ級コルベット（英語: Kora-class corvette）は、インド海軍のコルベットの艦級。インド海軍での計画番号は25A型。

## 来歴
インド海軍では、ソビエト連邦より購入したアルナラ級フリゲート（159型）を1969年より運用していたが、1980年代末頃より更新が予定されていた。このことから、まず1983年から1985年にかけて4隻の25型コルベット（ククリ級）を発注した。その後、1990年4月には発展型2隻が発注され、1994年10月には2隻が追加された。これによって建造されたのが本級である。

## 設計
当初計画では、主機関にガスタービンエンジンを導入するとともに、4K33「オサーM」（SA-N-4「ゲッコー」）個艦防空ミサイル・システムの搭載が予定されていた。しかし計画がソビエト連邦の崩壊直前の混乱期にあたったこともあって、ソビエト連邦からの装備供給に不安が生じたことから、結局は25型（ククリ級）をもとに兵装を強化した小改正型に落ち着き、船体を5センチメートル延長した以外、基本設計はほぼ同様のものとなった。このため、アメリカ海軍協会（USNI）では、ククリ級の一部として扱っている。
最大の変更点が艦対艦ミサイルで、25型ではP-20「テルミート」が使われていたのに対し、本級では新型の3M24EM6「ウランE」に変更された。KT-184 4連装発射筒に収容されて、25型でP-20が設置されていたのと同様に艦橋構造物直前の両舷に搭載されている。また艦砲も、ネームシップでは25型と同じAK-176であったが、2番艦以降ではオート・メラーラ社製のスーパー・ラピッド砲に変更された。これに伴い、火器管制レーダーも、エリコン・コントラヴェスのTMX-Kaのライセンス生産機に変更されている。
また、船楼甲板後半部をヘリコプター甲板としているのは25型と同様だが、本級ではフランス製のSOFMA着艦拘束装置を装備して、航空運用能力を強化している。

## 同型艦
| #   | 艦名                  | 建造所                 | 起工           | 進水           | 就役           | 退役   | 備考                                                           |
| --- | --------------------- | ---------------------- | -------------- | -------------- | -------------- | ------ | -------------------------------------------------------------- |
| P61 | コーラ INS Kora       | ガーデン・リーチ造船所 | 1990年 1月10日 | 1992年 9月23日 | 1998年 8月10日 | 就役中 | 2014年10月31日、ベンガル湾ヴィシャーカパトナム沖で貨物船と衝突 |
| P62 | キルヒ INS Kirch      | ガーデン・リーチ造船所 | 1992年 1月31日 | 1995年 8月5日  | 2001年 1月22日 | 就役中 |                                                                |
| P63 | クリッシュ INS Kulish | ガーデン・リーチ造船所 | 1995年 8月4日  | 1997年 8月19日 | 2001年 8月20日 | 就役中 |                                                                |
| P64 | カムルク INS Karmuk   | ガーデン・リーチ造船所 | 1997年 8月27日 | 2001年 4月     | 2004年 2月4日  | 就役中 |                                                                |